# Гіпермодерн
Гіпермодерн (супермодерн) - це тип, спосіб або етап суспільства, який відбиває інверсію модерну. Гіпермодернізм передбачає світ, у якому об'єкт замінено власними атрибутами. Новий світ, заснований на атрибутах, обумовлений розвитком технологій і прагне конвергенції між технологією та біологією і, що важливіше, інформацією та матерією. Гіпермодернізм знаходить своє підтвердження у наголошенні на цінності нових технологій для подолання природних обмежень. Він відкидає есенціалізм і віддає перевагу постмодернізму. У гіпермодернізмі функція об'єкта має точку відліку у вигляді об'єкта, а чи не функція є точкою відліку для форми. Інакше кажучи, він визначає епоху, у якій телеологічне значення скасовується з позицій функціоналізму на користь конструктивізму.

## Гіпермодернізм
Гіпермодернізм підкреслює гіперболічний поділ між минулим і сьогоденням, оскільки:
- Минуле орієнтувало атрибути та його функції навколо об'єктів.
- Об'єкти, що існують у цьому, зберігаються лише завдяки якомусь корисному атрибуту в епоху гіпермодерну.

Гіпермодернізм інвертує модернізм, дозволяючи атрибутам об'єкта забезпечити ще більшу індивідуальність, ніж при модерні. Модернізм загнав форму у межі обмеженої функції; Гіпермодернізм стверджує, що функція зараз розвивається настільки швидко, що має брати орієнтир від самої форми. Як позитивні, і негативні зміни у суспільстві відбуваються через гіпер-індивідуалізм і розширення особистого вибору.
Постмодернізм відкинув ідею минулого як точки відліку і курирував об'єкти минулого з єдиною метою звільнити форму від функції. У постмодернізмі істина була ефемерною, оскільки основна увага приділялася тому, щоб уникнути фальсифікації постулатів, що не піддаються. Постмодернізм визначає повний крах модерну та її віри у прогрес і вдосконалення при розширенні можливостей людини.

## Супермодернізм
У різниці від гіпермодернізму, супермодернізм є кроком за межі онтологічної порожнечі постмодернізму та спирається на правдоподібні евристичні істини. Якщо модернізм зосередився на створенні великих істин (або того, що Ліотар називав "майстер-наративами" або "метанарративами"), а постмодернізм прагнув їх руйнування (деконструкції), то надмодернізм діє поза мета-істини. Натомість атрибути витягуються з об'єктів минулого на підставі їх актуальності в сьогоденні. Оскільки атрибути бувають як істинними, так і помилковими, істиннісне значення необов'язково, включаючи фальсифікованість. Супермодернізм отримує корисні атрибути з сучасних та постмодерністських об'єктів, щоб уникнути нігілістичної постмодерної тавтології. Телефон із сенсорним екраном - відмінний приклад супермодернізму в дії. Схожі автори: Террі Іглтон "Після теорії" та Марк Оже "Не-простір": Введення в антропологію супермодернізму".